# إيفو أفونسو
إيفو أفونسو (17 ديسمبر 1975 ببينفايل في البرتغال - ) هو لاعب كرة قدم برتغالي في مركز الدفاع. لعب مع أولمبياكوس نيقوسيا وموريرينسي ونادي بانيتوليكوس ونادي بوافيشتا ونادي جل فيسنتي ونافال وCS Oberkorn ‏ ونادي فاماليساو وF.C. Marco ‏ وKalamata F.C. ‏ وSC Steinfort ‏ وC.D. Arrifanense ‏ وأبولون بونتو ‏.

## وصلات خارجية
- إيفو أفونسو على موقع قاعدة بيانات كرة القدم.إي يو (الإنجليزية)